# Fritz Delius
Fritz Delius, de son vrai nom Friedrich Wilhelm Diamant (né le 28 septembre 1890 à Berlin, mort le 20 septembre 1966 à Bâle) est un acteur allemand.

## Biographie
Fritz Delius fait ses débuts au Théâtre de Meiningen en 1909, puis se produit fréquemment dans les Reinhardt-Bühnen de Berlin et de Vienne. Il commence dans le cinéma muet pendant la Première Guerre mondiale et est plusieurs fois acteur principal aux côtés de Henny Porten ou Fern Andra. Deux fois, il est aussi scénariste.
Dans le film Louise de La Vallière sorti en 1920, il incarne Louis XIV. Dans les années 1920, Delius se tourne davantage vers le théâtre et joue plusieurs années dans l'ensemble du Theater in der Josefstadt à Vienne. Après l'Anschluss, Delius émigre en raison de son origine juive en Suisse. Il a un engagement avec la comédie de Bâle.

## Filmographie
En tant qu'acteur
- 1915 : Die Wellen schweigen (de)
- 1916 : Das große Schweigen
- 1916 : Ihr bester Schuß
- 1916 : Ernst ist das  Leben
- 1916 : Die Nixenkönigin
- 1918 : Der Gefangene von Dahomey
- 1918 : Das Geheimnis der Cecilienhütte
- 1919 : Ut mine stromtid
- 1919 : Die Erbin
- 1919 : Der Peitschenhieb
- 1919 : Alles verkehrt
- 1920 : Katharina die Große (de)
- 1920 : Auri Sacra Fames
- 1920 : Das Frauenhaus von Brescia
- 1921 : Lotte Lore
- 1922 : Louise de La Vallière
- 1923 : Fridericus Rex'
- 1924 : Deutsche Helden in schwerer Zeit
- 1925 : La Tour du silence (de)
- 1931 : Seine Freundin Annette
- 1944 : Landammann Stauffacher
- 1947 : Meurtre à l'asile
- 1956 : Die schlaue Witwe (TV)

En tant que scénariste
- 1916 : Abseits vom Glück
- 1916 : Der Ruf der Liebe (de)